# ヌット・エネマルク・イェンセン
ヌット・エネマルク・イェンセン（デンマーク語: Knud Enemark Jensen、1936年11月30日 – 1960年8月26日）は、デンマークの自転車競技選手（ロードレース）。
1960年ローマオリンピックでドーピングの服用（興奮剤）により、競技中に死亡した選手として知られる。彼は、オリンピックにおける初期のドーピング違反者として後世に名を残している。

## 生涯
イェンセンはオーフスで生まれた。1960年に、自転車の北欧選手権の個人種目で優勝し、同大会ではタイムトライアルバイクでデンマークチームの銀メダル獲得にも貢献した。
運命のローマオリンピック・チームタイムトライアル100 km は、ローマにあるクリストフォロ・コロンボで華氏100°F（摂氏37.7℃）を超える暑さの中、行われた。デンマークチーム4選手のうちの1人だった、ヨルゲン・B.ジョルゲンセンは1周目で熱中症により棄権し、残されたデンマークの3選手は、チームが失格にならないように完走しなければならなかった。イェンセンはチームメイトに自分がめまいを感じたと語った。ニールス・バウンソフはイェンセンのジャージを掴んで彼が倒れないようにし、ボーン・バングスボルグは反対側からイェンセンを支えていた。バングスボルグはイェンセンに水を吹きかけ、一旦は意識を取り戻したものの、バウンソフが前に行きかけた時、イェンセンは転倒し、地面に打ち付けて頭蓋骨を骨折した。
イェンセンは救急車でゴール地点近くの救護テントに運ばれたものの、意識が戻ることなく午後に息を引き取った。
デンマークチームのトレーナーだった、オルフ・ジョルゲンセンはデンマーク政府の捜査員に、自分がイェンセンとその他の選手に血管拡張薬としてニコチニルアルコールを与えたと供述した。イェンセンの検視はイタリアのInstituto di Medicina Legaleによって処理された。1961年3月25日、検視に参加した3人のイタリア人医師はイェンセンの死因は熱中症によるもので、遺体からは薬物が発見されなかったと結論づけた
。完全な検視結果は公式に作られなかった。1年後、検視を担当した医師の1人であるアルバロ・マルチェロリは、アンフェタミンを含んだ薬物の痕跡を発見していたと訴えた。
イェンセンの死によって、国際オリンピック委員会は1961年より薬物対策委員会を設立し、1968年の冬季オリンピックであるグルノーブルオリンピック（フランス）と夏季オリンピックであるメキシコシティーオリンピック（メキシコ）よりドーピング検査を行う事が義務づけられた。
イェンセンは、ヘンリー・ハンセン（1928年アムステルダムオリンピックの自転車競技金メダリスト）の姪と結婚していた。彼の遺族には、100万リラ（1,600ドル）の金がオリンピック保険により支払われた。